# 加藤鉦治
加藤 鉦治（かとう しょうじ、1947年（昭和22年）2月6日 -  ）は、日本の教育学者。専門は、教育社会史。元愛知大学法学部教授、名古屋大学名誉教授。教育学博士。筆名は、加藤 詔士。筆名の詔士は、1982年以後の著作で用いている。
専門は、教育社会史。ヘンリー・ダイアーなど、明治期に教師として日本で働いたお雇い外国人の研究を中心に進めている。名古屋大学卒業後、神戸商科大学（現・兵庫県立大学）を経て名古屋大学教授。定年後は、愛知大学法学部教授となり、全学の教職課程科目を担当している。1987年、グラスゴー大学留学。

## 人物
名古屋市出身。名古屋大学では大学院教育発達科学研究科の生涯発達教育学講座に所属した。また、名古屋大学史資料室（2004年より名古屋大学大学文書室に改組）の室長を長らくつとめた。
2010年に名古屋大学を定年退職し、名誉教授。4月より愛知大学法学部に移る。法学部所属ではあるが、全学の教職課程科目などを受け持ち、担当科目は、「教育原論」、「教職入門」、「学校と教育の歴史」、「社会教育演習」（学芸員課程科目）など。
この他、名古屋市の社会教育委員に2004年から2016年まで就任している。この間、2010年から2016年まで名古屋市社会教育委員協議会会長、および愛知県社会教育委員連絡協議会副会長。母校である愛知県立松蔭高等学校の評議員を2007年から2015年までつとめた。

## 略歴
- 1947年2月 - 名古屋市に生まれる。
- 1965年3月 - 愛知県立松蔭高等学校卒業。
- 1970年3月 - 名古屋大学教育学部卒業。
- 1970年4月 - 名古屋大学教育学部研究生（- 1971年3月）。
- 1973年3月 - 名古屋大学大学院教育学研究科修士課程修了。教育学修士。
- 1976年3月 - 名古屋大学大学院教育学研究科博士課程単位取得満期退学。
- 1976年4月 - 名古屋大学教育学部助手。
- 1982年10月 - 神戸商科大学商経学部助教授。
- 1988年10月 - 教育学博士（名古屋大学）。論文の題目は「英国メカニックス・インスティテュートの研究」[1]。
- 1990年4月 - 神戸商科大学商経学部教授。
- 1993年4月 - 名古屋大学教育学部助教授。
- 1995年4月 - 名古屋大学教育学部教授。
- 1996年4月 - 名古屋大学大学院国際開発研究科教授併任（- 1998年3月）。
- 2000年4月 - 名古屋大学大学院教育発達科学研究科教授。
- 2000年4月 - 名古屋大学史資料室室長併任（- 2004年3月）。
- 2004年4月 - 名古屋大学大学文書資料室室長併任（- 2006年3月）。
- 2010年4月 - 愛知大学法学部教授。
- 2010年4月 - 名古屋大学名誉教授。
- 2012年4月 - 愛知大学教職課程センター教授併任。

## 著書

### 単著
- 『英国メカニックス・インスティチュート研究の成果と動向』（1986年／神戸商科大学経済研究所）
- 『英国メカニックス・インスティチュートの研究ー生成と発展ー』（1987年／神戸商科大学経済研究所）
- 『英国メカニックス・インスティチュート資料研究』（1992年／神戸商科大学経済研究所）
- 『ローレツ先生物語』（1997年／緑の笛豆本の会）
- 『夏目漱石と蘇格欄』（1998年／緑の笛豆本の会）
- 『東奥義塾のウォルフ先生』（1999年／緑の笛豆本の会）
- 『坪内逍遥と愛知英語学校』（2000年／緑の笛豆本の会）
- 『錦絵になった名大教師』（2001年／緑の笛豆本の会）
- 『名古屋大学最初の外国人教師ーヨングハンス先生とローレツ先生ー』（2002年／名古屋大学大学史資料室）

### 共編著
- （篠田弘、吉川卓治、鈴木正幸と共編）『子どもの教育の歴史 その生活と社会背景を見つめて』（1992年／名古屋大学出版会）
  - 同『新版 子どもの教育の歴史 その生活と社会背景を見つめて』（2008年／名古屋大学出版会）
- （井上知則、高木靖文と共編）『歴史のなかの教師・子ども』（2000年／福村出版）
- （吉川卓治と共編著）『西洋世界と日本の近代化 教育文化交流史研究』（2010年／大学教育出版）

- （篠田弘と共編著）『地方教育史論考』（2000年／大学教育出版）

### 訳書
- （オリーヴ・チェックランド著、宮田学と共訳）『日本の近代化とスコットランド』（2004年／玉川大学出版部）
- （オリーヴ・チェックランド著、宮田学と共訳）『ヘンリー・ダイアー物語、日本とスコットランドの懸け橋』（2022年／大学教育出版）